# Лехоть
Лехоть — деревня в Борисоглебском районе Ярославской области. Входит в состав Высоковского сельского поселения.

## История
В 1968 г. указом президиума ВС РСФСР деревня при Ивановском картофелетерочном заводе переименована в Лехоть.

## Население
| 2007 | 2010 |
| ---- | ---- |
| 32   | ↘30  |